# Ankylosauridae
Die Ankylosauridae sind eine der zwei Subtaxa (Untergruppen), in die die Dinosauriergruppe der Ankylosauria eingeteilt wird. Sie lebten vom Oberjura bis zur Oberkreide.

## Merkmale
Die Ankylosauridae teilen den Körperbau der Ankylosauria. Der breite, massive Rumpf wird von vier kurzen, kräftigen Gliedmaßen getragen, wobei die Hinterbeine länger als die Vorderbeine sind. Der Nacken, der Rumpf und die Oberseite des Schwanzes waren von einer Panzerung aus Knochenplatten bedeckt.
Der Schädel der Ankylosauridae war – im Gegensatz zu den Nodosauridae, der zweiten Untergruppe, breiter gebaut und hat eine grob dreieckige Form. Die jeweils zwei knöchernen Auswüchse hinter der Augenhöhle und an der Wange waren groß und pyramidenförmig – bei den Nodosauridae waren sie rundlicher und stumpfer. Wie bei allen Ankylosauria waren die Zähne klein und blattförmig und an eine pflanzliche Ernährung angepasst. Die Oberseite des Schädels und manchmal sogar die Augenlider waren ebenfalls mit einer knöchernen Panzerung versehen.
Im Gegensatz zu den Nodosauridae hatten die Ankylosauridae keine auffälligen Stacheln in der Schulterregion. Unterschiede gibt es auch im Bau des Schulterblatts, das bei den Ankylosauridae nicht den beulenartigen Auswuchs (Acromion) aufwies. Ein weiteres Unterscheidungsmerkmal ist die knöcherne Schwanzkeule, die zumindest bei den höher entwickelten Ankylosauridae in der Oberkreide vorhanden war. Die ältesten Ankylosauridae im Oberjura und in der unteren Unterkreide hatten zunächst flexible Schwänze ohne Schwanzkeule, die S-förmig zur Seite gebogen werden konnten. In der oberen Unterkreide und während der unteren Oberkreide versteiften die Schwänze immer mehr. In den letzten 20 Millionen Jahren der Oberkreide kam dann die Schwanzkeule dazu.

## Paläobiologie

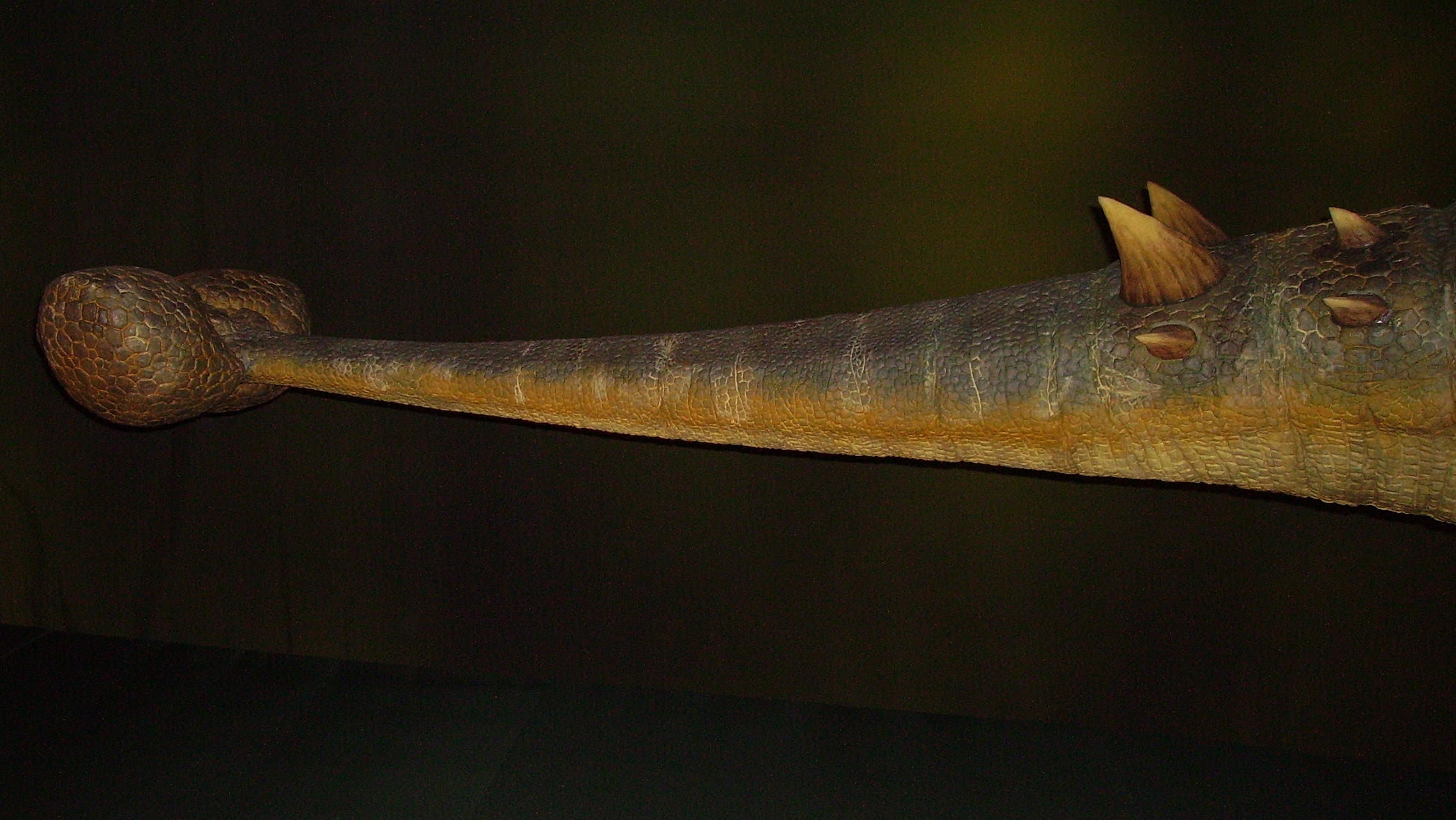
Modell des Schwanzes eines Ankylosauridae mit deutlich erkennbarer Schwanzkeule

Das breite Maul lässt darauf schließen, dass die Ankylosauridae nicht auf bestimmte Pflanzenformen spezialisiert waren, sondern wahllos alles abgerupft haben. Die Schwanzkeule diente vermutlich der Verteidigung gegenüber Fressfeinden und wurde wahrscheinlich bei Rivalenkämpfen mit Artgenossen eingesetzt oder könnte, einer zweifelhaften Theorie zufolge als Köder gedient haben, der Angreifer vom Kopf ablenkte. In vielen Aspekten stimmt die mutmaßliche Lebensweise der Ankylosauridae mit der der übrigen Ankylosauria überein.

## Systematik
Die Systematik der Ankylosauria ist in vielen Bereichen umstritten. Das ist auch dadurch bedingt, dass viele Funde schlecht erhalten sind und eine eindeutige Diagnose oft kaum möglich ist. Diskutiert wird auch die Zugehörigkeit der Polacanthidae oder Polacanthinae, die manchmal den Ankylosauridae und manchmal den Nodosauridae zugeordnet werden. Die hier beschriebene Systematik folgt weitgehend M. Vickaryous et al. (2004), zum Vergleich wird – wo es Abweichungen gibt – die Systematik von K. Carpenter oder die Zuordnung durch die Erstbeschreiber in Klammern hinter dem Namen dargestellt. (Siehe auch Innere Systematik der Ankylosauria.)
- Ankylosauridae
  - Gargoyleosaurus (Polacanthidae?)
  - Gastonia (Polacanthidae?)
  - Gobisaurus
  - Minmi (basaler Ankylosauria)
  - Minotaurasaurus[4]
  - Shamosaurus
  - Ziapelta[5]
  - Ankylosaurinae
    - Akainacephalus[6]
    - Ankylosaurus
    - Euoplocephalus
    - Nodocephalosaurus
    - Pinacosaurus
    - Saichania
    - Talarurus
    - Tarchia
    - Tianzhenosaurus
    - Tsagantegia
    - Zaraapelta[7]
    - Zuul[8]
- Folgende Gattungen werden von M. Vickaryous als incertae sedis geführt, oft aber den Ankylosauridae zugerechnet:
  - Aletopelta
  - Shanxia